# Фридрих Карл фон Фюрстенберг-Вайтра
Фридрих Карл Йохан Непомук Егон фон Фюрстенберг-Вайтра (на немски: Friedrich Karl Johann Nepomuk Egon zu Fürstenberg-Weitra; * 26 януари 1774, Виена; † 4 февруари 1856) е ландграф на Фюрстенберг-Вайтра в Долна Австрия.

## Произход
Той е големият син на ландграф Йоахим Егон фон Фюрстенберг-Вайтра (1749 – 1828) и съпругата му графиня София Мария Тереза Валбурга фон Йотинген-Валерщайн (1751 – 1835), дъщеря на граф Филип Карл Доминик фон Йотинген-Валерщайн (1722 – 1766) и графиня Шарлота фон Йотинген-Балдерн (1728 – 1791).

## Фамилия
Фридрих Карл фон Фюрстенберг-Вайтра се жени на 25 май 1801 г. във Виена за принцеса Мария Терезия Елеонора Шарлот Валбурга фон Шварценберг (* 14 октомври 1780, Виена; † 9 ноември 1870, Виена), дъщеря на княз Йохан I фон Шварценберг (1742 – 1789) и графиня Мария Елеонора фон Йотинген-Валерщайн (1747 – 1797), дъщеря на княз Филип Карл Доминик фон Йотинген-Валерщайн (1722 – 1766) и княгиня Шарлота Юлиана фон Йотинген-Балдерн (1728 – 1791). Те имат десет деца:
- Йохан Непомук Йоахим Егон ландграф фон Фюрстенберг-Вайтра (* 21 март 1802; † 10 януари 1879), женен на 14 януари 1836 г. в Прага за принцеса Каролина Йохана Мария фон Ауершперг (* 6 май 1809, Прага; † 14 декември 1900, Виена)
- Мария София (* 28 август 1804, Виена; † 4 февруари 1829, Прага), омъжена на 15 май 1827 г. във Виена за княз Фридрих Крафт фон Йотинген-Йотинген-Йотинген-Валерщайн (* 16 октомври 1793; † 5 ноември 1842)
- Филип Карл Йоахим Егон (* 30 декември 1806; † 4 януари 1807)
- Йозеф Ернст Егон (* 22 февруари 1808; † 6 март 1892, Виена), женен 1843 г. за принцеса Мария Ернестина фон Йотинген-Йотинген-Йотинген-Валерщайн (* 5 юли 1803; † 1 фрвруари 1872), няма деца
- Карл Егон (* 15 юни 1809; † 18 май 1876), рицар на Тевтонския орден
- Франц Егон (* 12 април 1811; † 13 октомври 1849), комтур на Малтийския орден
- Фридрих Егон фон Фюрстенберг (* 8 октомври 1813, Виена; † 20 август 1892, Хуквалди, погребан в катедралата „Св. Вацлав“ Оломоуц/Олмютц), архиепископ на Оломоуц (1853 – 1892), кардинал (от 1879)
- Ернст Филип Леонхард Фридрих Егон (* 6 ноември 1816; † 24 март 1889), женен за Каролина Бусек (* 15 август 1821, Прага; † 26 януари 1900, Виена)
- Август Йоахим Плацидус Егон (* 5 октомври 1818; † 14 май 1819)
- Габриела (* 17 март 1821, Виена; † 18 март 1895), омъжена на 23 ноември 1844 г. във Виена за маркграф Алфонс Палавичини (* 7 март 1807, Виена; † 7 март 1875, Виена)